# Nemesbikk, Borsod-Abaúj-Zemplén
Nemesbikk este un sat în districtul Tiszaújváros, județul Borsod-Abaúj-Zemplén, Ungaria, având o populație de 1.005 locuitori (2011). 

## Demografie
Componența etnică a satului Nemesbikk
     Maghiari (98,86%)
     Germani (1,14%)
Componența confesională a satului Nemesbikk
     Reformați (39,7%)
     Romano-catolici (31,84%)
     Fără religie (5,77%)
     Greco-catolici (1,59%)
     Necunoscută (20,5%)
     Atei (0,6%)
     Alte religii (0,3%)
Conform recensământului din 2011, satul Nemesbikk avea 1.005 locuitori. Din punct de vedere etnic, majoritatea locuitorilor (98,86%) erau maghiari, cu o minoritate de germani (1,14%). Nu există o religie majoritară, locuitorii fiind reformați (39,7%), romano-catolici (31,84%), persoane fără religie (5,77%) și greco-catolici (1,59%). Pentru 20,5% din locuitori nu este cunoscută apartenența confesională.